# زلاتکو سلنت
زلاتکو سلنت (انگلیسی: Zlatko Celent; ۲۰ ژوئیهٔ ۱۹۵۲ – ۲۵ فوریهٔ ۱۹۹۲) قایقران روئینگ اهل یوگسلاوی بود.